# Petronjärvi
Petronjärvi är en sjö i Finland. Den ligger i kommunen Hyrynsalmi i landskapet Kajanaland, i den centrala delen av landet, 500 km norr om huvudstaden Helsingfors. Petronjärvi ligger 213 meter över havet. Arean är 42,6 hektar och strandlinjen är 3,56 kilometer lång. Sjön  ingår i Uleälvens huvudavrinningsområde. 